# Третьякова, Ксения Николаевна
Ксения Николаевна Третьякова (род. 4 ноября 1989 года) — мастер спорта России международного класса (спортивное ориентирование на лыжах).

## Карьера
Представляет Пермский край. Тренеры: Оконишникова Ольга Михайловна и Киселёв Андрей Романович. На чемпионате мира 2015 года завоевала две бронзы: на длинной дистанции и в женской эстафете.
На чемпионате Европы 2016 года завоевала серебро в женской эстафете.

## Образование
В 2012 году окончила Пермский государственный технический университет.